# الرقيبة
الرقيبة هي إحدى بلديات ولاية الوادي الجزائرية. بلدية المنبثقة عن التقسيم الأداري لسنة 1984 المحدد لتكوين البلديات ومشتملاتها وحدودها الأقليمية، تقع شمال مقر ولاية الودي على بعد 30كم يحدها شمال بلدية الحمراية وجنوبا بلدية تغزوت وشرقا بلدية قمار وسيدي عون وغربا كل من بلديات سدي خليل وتندله وجامعة. تتربع على مساحة تقدر بـ 1965.5 كم يبلغ عدد سكانها 42.310 نسمة حسب إحصائيات 2008.
تحتوي على التجمعات السكانية :
- الرقيبة
- بلدة هبة
- الفولية
- القراينة
- الضبايا
- العوايسة
- الخبنة
- الذهيبة
- الناظور
- النزلة الشرقية
- حي 18 فبراير
- و سيف لمنادي

كما تتميز الرقيبة بمساجدها العريقة والتي تجمع السكان لأداء الصلاة والذكر وحفظ القرآن وتعليمه للصغار والكبار وكذا كمنظر لإعمال الخير لأعمال الخير بالمنطقة
وبها عدة مناطق أثرية وتاريخية نذكر منها «سيف لمنادي» التي تكتنز ى ثار قديمة ذكرتها بعض المصادر التاريخية على انها عائدة للفترة الزناتية، وبنيت بها ثاني مدرسة تابعة لجمعية العلماء المسلمين الجزائريين وهي مدرسة الفلاح بقرية الخبنة الواقعة جنوب مقر البلدية واستطاعت ان تخرج تلاميذ توجهوا للزيتونة بتونس سنة 1955 .
وشاكت الرقيبة في كل احداث الحركة الوطنية الجزائرية .
```
أما اليوم فتعتبر بلدية الرقيبة من أكبر مناطق إنتاج البطاطا بولاية الوادي وهي ثاني بلدية من حيث المساحات المزروعة وهي مؤهلة لأان تكون نقطة لقاء بين وادي سوف ووادي ريغ بعد فتح طريق سيدي عمران الرقيبة .
```

## المناخ
يظهر الجدول التالي التغييرات المناخية على مدار السنة لالرقيبة:
| البيانات المناخية لـالرقيبة       | البيانات المناخية لـالرقيبة | البيانات المناخية لـالرقيبة | البيانات المناخية لـالرقيبة | البيانات المناخية لـالرقيبة | البيانات المناخية لـالرقيبة | البيانات المناخية لـالرقيبة | البيانات المناخية لـالرقيبة | البيانات المناخية لـالرقيبة | البيانات المناخية لـالرقيبة | البيانات المناخية لـالرقيبة | البيانات المناخية لـالرقيبة | البيانات المناخية لـالرقيبة | البيانات المناخية لـالرقيبة |
| الشهر                             | يناير                       | فبراير                      | مارس                        | أبريل                       | مايو                        | يونيو                       | يوليو                       | أغسطس                       | سبتمبر                      | أكتوبر                      | نوفمبر                      | ديسمبر                      | المعدل السنوي               |
| --------------------------------- | --------------------------- | --------------------------- | --------------------------- | --------------------------- | --------------------------- | --------------------------- | --------------------------- | --------------------------- | --------------------------- | --------------------------- | --------------------------- | --------------------------- | --------------------------- |
| متوسط درجة الحرارة الكبرى °م (°ف) | 17.0 (62.6)                 | 19.5 (67.1)                 | 23.5 (74.3)                 | 28.0 (82.4)                 | 32.8 (91.0)                 | 37.5 (99.5)                 | 41.2 (106.2)                | 40.3 (104.5)                | 35.7 (96.3)                 | 29.0 (84.2)                 | 22.1 (71.8)                 | 17.3 (63.1)                 | 28.7 (83.6)                 |
| المتوسط اليومي °م (°ف)            | 10.7 (51.3)                 | 13.0 (55.4)                 | 16.6 (61.9)                 | 20.7 (69.3)                 | 25.3 (77.5)                 | 30.3 (86.5)                 | 33.2 (91.8)                 | 32.6 (90.7)                 | 28.8 (83.8)                 | 22.4 (72.3)                 | 15.9 (60.6)                 | 11.4 (52.5)                 | 21.7 (71.1)                 |
| متوسط درجة الحرارة الصغرى °م (°ف) | 4.5 (40.1)                  | 6.6 (43.9)                  | 9.7 (49.5)                  | 13.4 (56.1)                 | 17.9 (64.2)                 | 23.1 (73.6)                 | 25.3 (77.5)                 | 24.9 (76.8)                 | 21.9 (71.4)                 | 15.9 (60.6)                 | 9.8 (49.6)                  | 5.5 (41.9)                  | 14.9 (58.8)                 |
| الهطول مم (إنش)                   | 9 (0.4)                     | 8 (0.3)                     | 11 (0.4)                    | 7 (0.3)                     | 6 (0.2)                     | 2 (0.1)                     | 0 (0)                       | 1 (0.0)                     | 6 (0.2)                     | 9 (0.4)                     | 10 (0.4)                    | 8 (0.3)                     | 77 (3)                      |
| المصدر: climate-data.org          |                             |                             |                             |                             |                             |                             |                             |                             |                             |                             |                             |                             |                             |